# Instituto Juazeiro de Educação Superior
O Instituto Juazeiro de Educação Superior (sigla: IJES) é uma instituição privada beneficente, localizada na cidade de Juazeiro do Norte CE, no Brasil. Cobre cerca de 22 municípios do sul do Estado do Ceará, em uma área equivalente ao tamanho da Holanda.
A sua história se inicia no ano de 2000, quando a atual diretora, intermediou o contato de faculdades de outras regiões, com alunos locais, os quais não tinham a possibilidade logística e ou financeira de se ausentarem de seus afazeres na região do Cariri, para cursarem faculdades em Sobral, Fortaleza ou em outras capitais do Nordeste, em 2012, essa missão tomou o nome de Instituto Juazeiro.
O Instituto possui cerca de mil e setecentos estudantes, abrangendo quase todos os municípios do extremo sul do Estado do Ceará, contando com alunos estrangeiros de países como Itália, Portugal, Moçambique, Indonésia e Colômbia.

## História
O IJES começou suas atividades em fevereiro de 2000, assumiu o atual nome e foi devidamente registrado como uma instituição de educação em janeiro de 2012 (Ministério da Fazenda), e desde 2015 passa pelo processo de regularização pelo MEC (Ministério da Educação), para que até 2019 o Instituto Juazeiro de Educação Superior se torne a Faculdade IJES. 

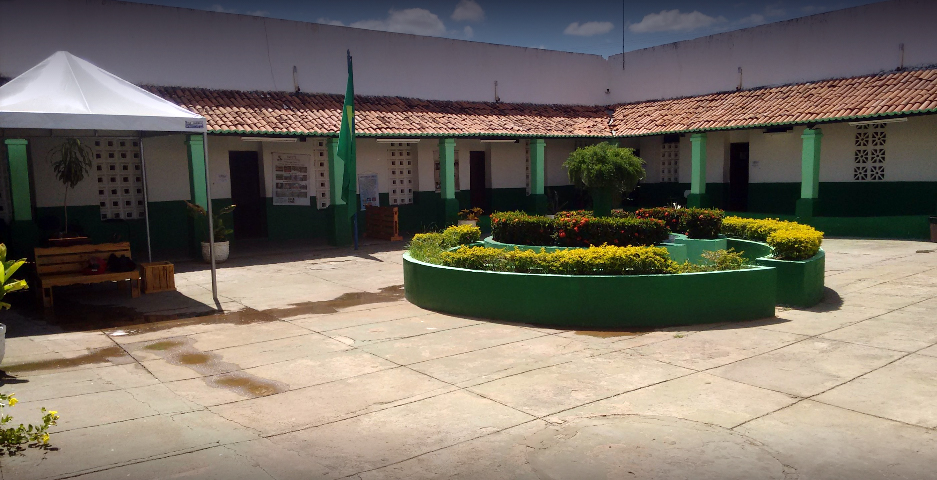
Pátio do Instituto Juazeiro

Desde sua fundação, o IJES é dirigido e presidenciado pela senhora Ana Joarleine Rolim Leite, tendo como vice-diretora presidente, a senhora Tereza Ercilia Dias. O quadro de funcionários administrativos é modesto, contando com apenas 26 funcionários na Sede em Juazeiro do Norte e mais um funcionário em cada uma das 22 cidades onde o IJES mantem turmas de graduação e pós-graduação lato sensu (especialização). Já o quadro docente, é composto por apenas nove professores com dedicação exclusiva e 107 professores prestadores de serviços com cargas horárias mensais que variam de oito a 64 horas. 
Além dos cursos de graduação e especialização, anualmente são realizados seis eventos de pequeno e médio porte na sede da instituição, sendo eles:
- Jornada Pedagógica (média de 400 participantes) | 1ª Edição em 2009;
- Café Teológico (média de 350 participantes) | 1ª Edição em 2010;
- Sarau Anual do IJES (média de 120 participantes) | 1ª Edição em 2011;
- Capacitação em Educação Infantil e Fundamental  (média de 80 participantes) | 1ª Edição em 2016;
- Ciclo de Palestras (a área do conhecimento varia a cada ano e os participantes variam de 60 a 340) | 1ª Edição em 2016;
- Curso de Aperfeiçoamente em Atendimento Educacional Especializado (média de 110 a 150 participantes) | 1ª Edição em 2017.